# کارغش علیا
کارغش علیا، روستایی از توابع بخش قلندرآباد شهرستان فریمان در استان خراسان رضوی ایران است.این روستا دارای دهیار؛ مدرسه و مسجد است.

## جمعیت
این روستا در دهستان سفیدسنگ قرار دارد و براساس سرشماری مرکز آمار ایران در سال ۱۳۸۵، جمعیت آن ۱۳۱ نفر (۳۳خانوار) بوده‌است.